# María del Carmen Gloria Contreras Roeniger

María del Carmen Gloria Contreras Roeniger

María del Carmen Gloria Contreras (y) Roeniger, als Künstlerin bekannt als Gloria Contreras, (* 15. November 1934 in Mexiko-Stadt; † 25. November 2015 ebenda) war eine mexikanische Tänzerin und Choreografin.

## Leben
Gloria Contreras lernte zunächst das Tanzen von 1946 bis 1954 in Mexiko bei der Französin Nelsy Dambré. Von 1956 bis 1964 besuchte sie in New York die School of American Ballet, wo sie Unterricht von Pierre Vladimirov, Felia Doubrovska, Anatole Oboukhoff, Muriel Stuart und George Balanchine erhielt. Von 1958 bis 1965 lernte sie ebenfalls in New York bei Carola Trier.
Sie lehrte Choreografie an der 1970 gegründeten Choreografiewerkstatt der Universidad Nacional Autónoma de México (UNAM), deren Direktorin sie war. Contreras gehörte seit 2003 dem internationalen Rat für Tanz der UNESCO an und war Mitglied der Academia de Artes.

## Auszeichnungen
- 1970: Preis der Unión Mexicana de Cronistas de Teatro y Música
- 1972: „Ixtlitón“-Preis und Goldmedaille beim Festival Mundial del Folklore de Guadalajara
- 1981: Silberpokal „Excelencia Artística“ der US-amerikanischen Zeitschrift „Popular Opera“
- 1984: Preis der Unión Mexicana de Cronistas de Teatro y Música
- 1985/1989: „Una Vida en la Danza“-Medaille des Instituto Nacional de Bellas Artes
- 1992: Medaille der Universidad de Guadalajara
- 1993: Medaille der Fakultät für Psychologie, UNAM
- 1995: Goldmedaille des Colegio de Bachilleres
- 1995: UNAM-Preis für künstlerische Kreation und Kulturerweiterung
- 2002: „Guillermina-Bravo“-Preis
- 2005: Premio Nacional de Ciencias y Artes in der Kategorie „Schöne Künste“.